# Argja kirkja
Argja kirkja  er en kirke på Færøerne i bydelen Argir, syd for Tórshavn. Kirken er hjemmehørende i Færøernes folkekirke. Argja kirkja er bygget i 1974. 
Fra 1500-tallet lå der et spedalskhedshospital i Argir. Det husede også en del fattiglemmer. Da spedalskheden var udryddet omkring 1750, blev hospitalet brugt som fattiggård.
Da kirken kun har plads til 350 er der udskrevet en arkitektkonkurrence vedrørende en ny større kirke. Det er meningen at den skal ligge på en plateau ved elven Sandå, lidt nærmere Tórshavn centrum.
Kirken består af et hus, opført i betonelementer med en overflade af perlesten og et tag af sort eternit. Nordvest for kirken står et hvidt klokketårn, hvor øst- og vestmuren er skrå faldende bagtil. På facaden ud mod vejen er opsat et gyldent kors. I tårnet hænger to klokker, begge ophængt i 1983 og støbt i Holland hos Eijsbouts. Den ene vejer 340 kg og har indskriften: "Alt, hvad Faderen giver mig, skal komme til mig; og den, som kommer til mig, vil jeg ingenlunde kaste ud". Johannes 6,37. Den anden vejer 205 kg og har indskriften: "Kom, nu er alt rede" Lukas 14,17. En tidligere klokke overgik i 1983 til bønhúsid i Hellurnar. 
Over kirkens alter hænger et trækors. Kirken har blå stole, der kan flyttes rundt, når kirkerummet deles af en foldedør. 
Prædikestolen er udformet som en talerstol og kirkens døbefont er fire trekanter samlet i den spidse ende med fire modsatte rettede trekanter i mellem. Øverst ligger en firkantet blok i sort sten til dåbsfadet. I kirken hænger en model af sluppen "Reynið". 
Kirkens orgel er et Verland Johansen orgel fra 1974 med 4 stemmer.